# Torovirus
Torovirus ist eine Gattung von derzeit drei Arten (alle zur Untergattung Renitovirus) von behüllten Viren mit einer einzelsträngigen, positive sense-RNA (+ssRNA) als Genom. Der Name der Gattung leitet sich von ihrem charakteristischen Merkmal ab, einem in der elektronenmikroskopischen Darstellung ringförmig erscheinenden Nukleokapsid mit helikaler Symmetrie. Diese geometrische Form wird Torus genannt, was im Lateinischen den Basiswulst an einer Säulenbasis beschreibt. Toroviren sind Erreger einer viraler Gastroenteritis und Diarrhoe bei Menschen und einigen anderen Säugetieren. Sie werden auch ohne eine Krankheit zu verursachen bei einigen Tierspezies gefunden.

## Morphologie
Aufgrund der ringförmigen (toroiden) Struktur des Nukleokapsids haben die Viruspartikel der Toroviren im Elektronenmikroskop ein ovales oder scheiben- bis nierenförmiges Aussehen. Sie sind etwa 120 bis 140 nm im größten Durchmesser groß. Wie für die Mitglieder der Coronaviridae typisch, ist ein doppelter Kranz aus Hüllproteinen (Peplomere, englisch spikes) in die Virushülle eingelagert; dieser wird aus dem nicht-glykosylierten Membranprotein M (27 kDa) und dem großen glykosylierten Spikeprotein S (200 kDa) gebildet. Die großen spikes des S-Proteins werden auch wie bei der Unterfamilie Coronavirinae als Peplomere bezeichnet (griechisch peplos ‚Umhang, Mantel‘). Zusätzlich ist ein Hämagglutinin-Esterase-Protein HE (65 kDa) in die Lipidmembran eingelagert. Bisher konnte bei den Toroviren nicht das bei den Coronavirinae gefundene kleine Hüllprotein E nachgewiesen werden, weshalb auch aufgrund von Sequenzanalysen eine eigene Unterfamilie Torovirinae gebildet wurde.
Im Inneren der Virushülle liegt das ringförmig gekrümmte (aber nicht zu einem kompletten Ring geschlossene) Nukleokapsid. Es besteht aus dem Nukleokapsid-Protein N (19 kDa), das sich in helikaler Symmetrie anordnet. Das Nukleokapsid umschließt einen linearen Einzelstrang der genomischen (+)ssRNA.

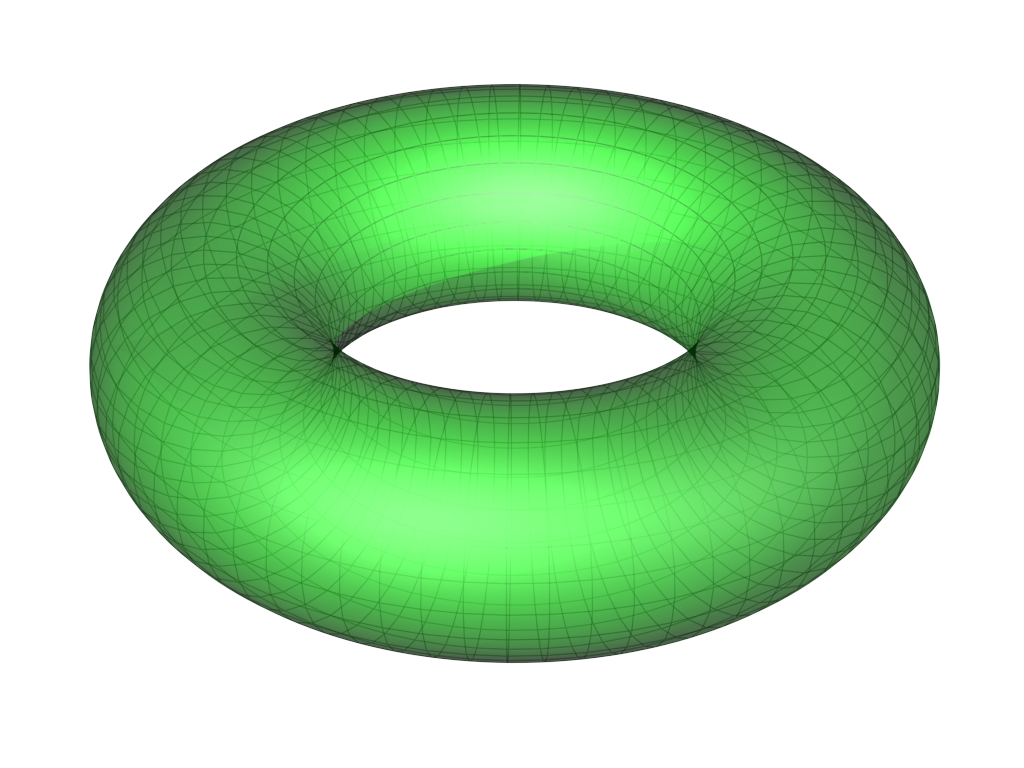
Geometrie eines Torus

Das virale Genom ist etwa 25 bis 28 kb groß und umfasst sechs Offene Leserahmen (ORFs, open reading frames) für die vier Strukturproteine (S, M, HE und N) und zwei Nicht-Strukturproteine (RNA-Polymerase, virale Replikase/Transkriptase). An den Enden der RNA befinden sich zwei Nicht-codierende Regionen (NCR): am 5'-Ende eine 820 Basen lange regulatorische Sequenz und als 3'-NCR eine etwa 200 Basen langer Abschnitt mit einem zusätzlichen Poly(A)-Schwanz.
Toroviren vermehren sich im Zytoplasma von Darm-Epithelzellen, von dem aus sich an der Membran des Golgi-Apparates neue Viruspartikel bilden und ohne Zerstörung der Zelle ausgeschleust werden. Die vorkommende (aber nicht notwendige) Zerstörung der infizierten Zelle wird auf die Toxizität von Virusproteinen oder einen immunologischen Effekt zurückgeführt. Es gibt Hinweise aufgrund von Sequenzanalysen, dass eine Rekombination von viraler RNA bei gleichzeitiger Infektion mehrerer Torovirus-Spezies innerhalb derselben Zelle vorkommt.

## Biologische Eigenschaften
Einige Toroviren verursachen Gastroenteritiden. So ist das Bredavirus als Erreger einer Gastroenteritis mit lebensbedrohlicher Diarrhoe bei Kälbern und möglicherweise auch einer Pneumonie gefunden worden. Keine Erkrankung konnte dem Equinen Torovirus (Bern-Virus) zugeordnet werden, das bei Pferden isoliert wurde. Torovirus-ähnliche Viruspartikel wurden bei Menschen, Hunden und Katzen elektronenmikroskopisch beobachtet, ohne jedoch einen Beweis für einen Krankheitszusammenhang zu erbringen, da auch chronische Virusinfektionen ohne Symptomatik beschrieben wurden. Bei der Untersuchung von Kindern mit einer schweren, nekrotisierenden Enterokolitis (NEC) wurde jedoch das Humane Torovirus in 48 % der Fälle im Stuhl nachgewiesen, in einer gesunden Kontrollgruppe bei 17 %. Alle Toroviren scheinen gemeinsame Antigene auf dem S-Protein zu besitzen, so dass auch Kreuzreaktionen der Spezies untereinander beschrieben sind. Der Nachweis von Antikörpern gelang auch in Schafen und Ziegen.
Hinweis für eine Infektion mit dem Bredavirus ist ein signifikanter Titeranstieg der Antikörper bei einer vorliegenden Symptomatik. Die Infektion mit Toroviren ist weltweit häufig verbreitet und die durch einige Spezies verursachte Gastroenteritis dürfte der wirtschaftlichen Bedeutung der Gattung Coronavirus nicht nachstehen. In Österreich fand man das Bovine Torovirus bei 12 (5,2 %) von 230 untersuchten neugeborenen Kälbern, davon 10 mit Diarrhoe. Vergleichbare Daten liegen für Südkorea mit 2,9 % vor. Untersucht man nur erkrankte Kälber, so findet man beispielsweise in Japan Bovine Toroviren in 15,2 bis 23,7 % der Fälle.

## Systematik
Familie Tobaniviridae
- Unterfamilie Torovirinae (früher zu Familie Coronaviridae)
  - Gattung Torovirus
    - einzige Untergattung Renitovirus
      - Spezies Bovines Torovirus (BoTV)
        - Subtyp Bovines Torovirus (BToV)
        - Subtyp Bredavirus (BRV) (2 Subtypen)

      - Spezies Equines Torovirus (EqTV)
        - Subtyp Bern-Virus (BEV)
        - Subtyp Equines Torovirus (EToV)

      - Spezies Porzines Torovirus (PoTV)
        - Subtyp Porzines Torovirus (PToV)

Die Spezies Humanes Torovirus wurde vom International Committee on Taxonomy of Viruses (ICTV) mit Stand November 2018 wieder von der offiziellen Liste gestrichen, es liegt nur ein partielles Genom vor – gleiches gilt für den Subtyp Bern-Virus des Equinen Torovirus.